# Alkanna bracteosa
Alkanna bracteosa är en strävbladig växtart som beskrevs av Pierre Edmond Boissier. Alkanna bracteosa ingår i släktet Alkanna och familjen strävbladiga växter. Inga underarter finns listade i Catalogue of Life.